# Sasé
Sasé est un village de la province de Huesca, situé dans le Sobrarbe à environ deux kilomètres au nord-est de la ville de Fiscal, près de Burgasé. Il comptait plus de 140 habitants au début du XXe siècle mais est aujourd'hui inhabité. Comme ceux des villages de Jánovas et Burgasé, ses habitants ont été expropriés et expulsés au cours des années 1960 dans le cadre du projet de construction du barrage de Jánovas, finalement non réalisé.
L'église du village, d'origine romane mais fortement remaniée depuis cette période, est dédiée à saint Jean Baptiste. 